# Bernard de Castanet
Bernard de Castanet (Montpellier, 1240 ca. – Avignone, 14 agosto 1317) è stato un cardinale francese.

## Biografia
Studiò legge all'Università di Montpellier e terminò gli studi verso il 1262. Arcidiacono a Le Fenouillet, diocesi di Narbona, fu in successione arcidiacono della Cattedrale di Palma di Maiorca, professore di diritto civile e cappellano di papa Gregorio X, nel 1266 divenne auditore generale della Sacra Rota e poi arcidiacono di Narbona.
Il 7 marzo 1276 fu nominato vescovo di Albi. Il 15 agosto 1282 pose la prima pietra della Cattedrale di Santa Cecilia; fondò anche il locale convento dei Domenicani. Ma, a causa dell'ostilità degli albigesi, dovette trovare riparo ad Annecy. Fu nunzio apostolico alla corte di Rodolfo I d'Asburgo, re dei Romani; fu poi inviato del re francese Filippo il Bello alla corte papale di Roma per richiedere la canonizzazione del defunto re Luigi IX, che riuscì ad ottenere 11 agosto 1297.
Tra il 1307 ed il 1308, dopo le denunce di due canonici della cattedrale di Albi che avevano presentato alla curia Romana una serie di accuse contro il vescovo de Castelet, il papa Clemente V inviò una commissione, composta dai cardinali Bérenger de Frédol il Vecchio e Pierre de la Chapelle Taillefer, per accertare la verità. Il vescovo fu accusato di negligenza pastorale, di simonia, di dilapidazione, di varie irregolarità e di crudeltà sistematica nella pratica della giustizia, di omicidio e di incontinenza. Dagli accusatori furono presentati ben centoquattordici testimoni, ma il papa decise di chiudere l'inchiesta, però tre giorni dopo, il 30 luglio 1308, decise di trasferire il vescovo de Castelet dalla sede di Albi a quella di Le Puy, che era decisamente di prestigio inferiore.
Fu creato cardinale nel concistoro del 17 dicembre 1316 da papa Giovanni XXII con il titolo di Porto e Santa Rufina, mantenendo pure la sede vescovile di Le Puy.
Morì il 14 agosto 1317 ad Avignone e fu sepolto nella locale Cattedrale.